# Die Waage
Die Waage war ein Verein deutscher Industrieller, der durch Kampagnen die Meinung der Bevölkerung sowie der im Bundesverband der Deutschen Industrie organisierten Unternehmen zugunsten der Sozialen Marktwirtschaft beeinflussen sollte. Der Verein bestand von 1952 bis 1965.

## Gründung
Die Idee der „Waage“ entstand im Umfeld der Katholischen Unternehmer. 1952 ging ein Brief, welcher u. a. die Unterschrift des Wirtschaftsministers Ludwig Erhard trug, an deutsche Unternehmer, mit der Aufforderung, eine Initiative zur Förderung der Marktwirtschaft zu gründen. Das Ergebnis war im Herbst 1952 die Gründung des eingetragenen Vereins Die WAAGE. Gemeinschaft zur Förderung des sozialen Ausgleichs, der zunächst mit einem Etat von ca. 2 Millionen DM ausgestattet wurde.

## Unterstützung durch die Wirtschaft
Die Waage wurde von Managern und Unternehmern namhafter Gesellschaften in Deutschland unterstützt, besonders von den Chemiekonzernen Bayer, BASF und Hoechst. Daneben waren Mitglieder der Unternehmer Philipp F. Reemtsma, Wolfgang Ritter, der Inhaber der Bremer Zigarettenfabrik Martin Brinkmann GmbH, Fritz Burgbacher, der Generaldirektor der Rheinischen Energie AG und Alphons Horten, geschäftsführender Gesellschafter der Firma J. Weck & Co. Franz Greiss, der geschäftsführende Direktor der Kölner Glanzstoff-Courtaulds AG Köln war der erste Vorsitzende der Waage. Die Unternehmer des Bergbaus und der Schwerindustrie waren hingegen kaum vertreten.

## Ziele und Vorgehensweisen
Die Waage setzte sich zur langfristigen Aufgabe, die Soziale Marktwirtschaft in Deutschland sowohl in der Bevölkerung als auch in der Wirtschaft beliebter zu machen. Für die Zwecke der Initiative wurden Anzeigen in Zeitungen geschaltet, Filme für das Kinovorprogramm gedreht und Plakate entworfen. In diesen, teilweise für die Zeit recht modernen Medien, sollte der Bevölkerung die Marktwirtschaft erklärt und Vorurteile abgebaut werden. Der Tenor der Kampagne war: „Die Soziale Marktwirtschaft nützt allen“.
„Die Waage“ bediente sich dabei der Dienste der 1951 von Hanns W. Brose gegründeten Frankfurter Werbeagentur „Gesellschaft für Gemeinschaftswerbung“ (GfG). Ein wichtiges Werkzeug war auch die Zusammenarbeit mit Umfrageinstituten wie Allensbach und Emnid, welche demoskopische Daten für die Anlage und Ausrichtung der Werbekampagnen lieferten.
Nach Ansicht von Politikwissenschaftlern sei es der Initiative zunächst um die Aufrechterhaltung der bürgerlichen Mehrheit bei den Wahlen zum Bundestag 1953 gegangen. Der Verein veranstaltete hierzu drei Kampagnen. Bei diesen wurden 17 verschiedene Werbemotive in bis zu 460 Presseorganen mit einer Gesamtauflage von jeweils über 12 Millionen Exemplaren veröffentlicht sowie Plakate und kurze Werbefilme in Kinos gezeigt. Insgesamt fielen Kosten von 3,78 Millionen DM an, davon knapp 3 Millionen auf die Inserate.

## Kritik
Vor allem die SPD und der deutsche Gewerkschaftsbund sahen sich als Ziel der Kampagne, da der Auftrag ja gerade die Förderung der Politik Ludwig Erhards war. Aufgrund der Methode, dem Einsatz moderner Medien und Umfragewerkzeuge, blieben SPD und DGB dennoch weitgehend in der Defensive. Politikwissenschaftler wie Wilhelm Hennis sahen in der Übertragung von Methoden des Konsumgütermarketings und der Demoskopie auf die Politik einen Verlust des Politischen.

## Wirkung
Nach Auffassung von Rudolf Speth hat „Die Waage“ dazu beigetragen, dass die Vorstellung von der sozialen Marktwirtschaft als Interessengegensätze harmonisierende Ideologie im Bewusstsein verankert wurde und dadurch mitgeholfen, der bundesrepublikanischen Bevölkerung einen Gründungsmythos zu verschaffen. Sie sei damit als Prototyp der im Oktober 2000 gegründeten Initiative Neue Soziale Marktwirtschaft anzusehen.